# Юбилейная медаль «60 лет Вооружённых Сил СССР»
Юбилейная медаль «60 лет Вооружённых Сил СССР» учреждена Указом Президиума Верховного Совета СССР от 28 января 1978 года в ознаменование 60-й годовщины Вооружённых Сил СССР. Автор рисунка медали — художник Л. Д. Пилипенко.

## Положение о медали
Юбилейной медалью «60 лет Вооружённых Сил СССР» награждаются:
- лица офицерского состава, прапорщики, мичманы и военнослужащие сверхсрочной службы, состоящие к 23 февраля 1978 года на действительной военной службе в Советской Армии, Военно-Морском Флоте, войсках Министерства внутренних дел СССР, войсках и органах КГБ при Совете Министров СССР;
- бывшие красногвардейцы, военнослужащие, принимавшие участие в боевых действиях по защите Советской Родины в рядах Вооружённых Сил СССР, партизаны гражданской войны и Великой Отечественной войны 1941—1945 гг.;
- лица, уволенные с действительной военной службы в запас или отставку, прослужившие в Советской Армии, Военно-Морском Флоте, войсках Министерства внутренних дел СССР, войсках и органах КГБ при Совете Министров СССР 20 и более календарных лет, или награждённые за период прохождения действительной военной службы орденами СССР или медалями:
  - «За отвагу»
  - Ушакова
  - «За боевые заслуги»
  - Нахимова
  - «За отличие в охране государственной границы СССР»
  - «За отличие в воинской службе»

Юбилейная медаль «60 лет Вооружённых Сил СССР» носится на левой стороне груди и при наличии других медалей СССР располагается после юбилейной медали «50 лет Вооружённых Сил СССР».
По состоянию на 1 января 1995 года юбилейной медалью «60 лет Вооружённых Сил СССР» награждено приблизительно 10 723 340 человек.

## Описание медали
Юбилейная медаль «60 лет Вооружённых Сил СССР» изготовляется из латуни и имеет форму правильного круга диаметром 32 мм.
На лицевой стороне медали на фоне устремлённых ввысь ракет и летящих боевых самолетов помещено изображение солдата Советской Армии с автоматом. Справа от фигуры солдата на горизонте моря изображена подводная лодка, над которой в две строки расположены даты «1918» и «1978».
На оборотной стороне медали по окружности размещены надписи: «Шестьдесят лет» и «Вооружённых Сил СССР», разделённые звёздочками. В центре — изображение пятиконечной звезды с молотом и плугом посередине, наложенное на скрещенные винтовку и шашку.
Края медали окаймлены бортиком. Все надписи и изображения на медали выпуклые.
Медаль при помощи ушка и кольца соединяется с пятиугольной колодочкой, обтянутой шёлковой муаровой лентой серого цвета шириной 24 мм. Края ленты окантованы красной полоской шириной 5 мм. Посередине ленты продольная полоска золотистого цвета шириной 1 мм.